# Facectomia
A facectomia consiste na extração do cristalino doente e posterior colocação de uma lente artificial em seu lugar. É tipicamente realizada em pacientes com catarata (opacidade do cristalino).

## Como é realizada
O Facoemulsificador é um moderno equipamento computadorizado que opera a facectomia, através de um pequeno orifício de 2,5mm, onde a ponta da caneta do faco é introduzida no olho e emite uma energia ultra-sônica que emulsifica (liquefaz) o cristalino, removendo-o através de uma aspiração. A cápsula posterior do cristalino é deixada, na íntegra, para acomodar a lente intra-ocular, que tem o grau previamente medido através de exames para cada paciente. Há alguns anos atrás, devido a ausência da lente artificial, o paciente tinha que usar óculos com lentes grossas e pesadas. Com essa técnica, os óculos só serão necessários para enxergar de perto e eventualmente para descanso da vista. A visão poderá ficar um pouco turva nos primeiros dias, melhorando bastante na primeira semana.
- Facectomia intracapsular - a lente (ou cristalino) é totalmente removida após o seu congelamento (crioextração).
- Facectomia extracapsular - faz-se uma abertura na cápsula anterior da lente natural e extrai-se o núcleo.
- Facoemulsificação - a lente é removida por sucção e vibração, através de uma pequena cânula inserida na catarata. É a técnica que proporciona um período de recuperação visual mais rápido, até o momento.
- Faco-laser - esta técnica encontra-se ainda em fase de aperfeiçoamento.

## Complicações
- Hemorragias
- Deiscência das suturas
- Endoftalmite

## Cuidados pré-operátorio
- Manter a obediência medicamentosa para favorecer a recuperação do pós-operatório;
- Instruir o paciente sobre os efeitos da droga em uso, que pode provocar dilatação da pupila ou constipação, cefaleia, diminuição temporária da visão, dor na sobrancelha, náusea ou vômito;
- Instruí-lo, também, para que se vir (enxergar) um halo de luz, avise a enfermagem, a qual deverá avisar o médico. Isso é indicativo de pressão intra-ocular elevada;
- Se o paciente for portador de glaucoma ao ser encaminhado à sala de operação, a enfermagem deverá avisar ao pessoal da sala, relatando com a letra legível e em lugar de destaque;
- Estimular o paciente a tomar os autos cuidados com a diminuição visual, pois o paciente tende a desvalorizar o seu físico;
- Fazer o preparo psicológico e orientá-lo sobre o comportamento pós-operatório;
- Explicar ao paciente a rotina intra-operatória; se for submeter-se à anestesia local, orientá-lo sobre a importância da sua participação, mantendo-se calmo e quieto durante a realização da cirurgia, mesmo percebendo o olho cheio de sangue; orientá-lo a solicitar mudança de posição se for necessário e, caso sinta necessidade de tossir, dar sinal com a mão,
- Instruir sobre as limitações do pós-operatório quanto a exercícios graduados, sobre o tipo de dieta que favoreça a eliminação, orientá-lo a evitar a tosse e o espirro e pedir medicação inibidora.

## Planos de cuidados de enfermagem no intra-operatório
- A enfermagem deverá proporcionar um ambiente calmo para que tudo ocorra sem intercorrências, seja com anestesia local, seja com geral. Se for com anestesia local, o profissional da enfermagem deve manter-se o mais próximo possível do operado, para atender suas necessidades de momento.
- Além do preparo da sala oftalmológica, o circulante de sala deverá atender a toda equipe cirúrgica da mesma.

## Outros cuidados
- Reorientar o paciente quanto à anestesia, explicando-lhe que, no caso de anestesia local, sentirá a manipulação com o globo ocular e que poderá ver o sangue, mas isto não é motivo para desespero, pois tudo estará sob controle e que, caso sinta dor, deverá avisará a equipe cirúrgica;
- Ao terminar a cirurgia, a enfermagem deve preparar o opérculo para o curativo e orientar o paciente, que irá ficar com o olho ocluído até segunda ordem;
- Encaminhá-lo à unidade de enfermagem;

## Plano de cuidados no pós-operatório
- Receber o paciente da sala de operação, procurar saber das recomendações especiais e conferir o relatório e a medicação;
- Promover o conforto para o paciente na sua unidade;
- Manter a obediência medicamentosa e a prescrição de enfermagem de forma  rigorosa;
- Ensinar o paciente a usar a campainha corretamente e aproximá-la dele;
- Ensiná-lo a se movimentar pela enfermaria quando liberado pelo médico, como por exemplo, ir ao banheiro;
- Acompanhá-lo nas refeições, oferecer água, após e sempre que necessário, ou quando entrar em contato com ele na sua unidade;
- Estimular o auto cuidado àquele que tenha condições para isso;
- Estimulá-lo e ajudá-lo a deambular pelo corredor para melhorar o metabolismo e a hemodinâmica;
- Ensiná-lo, quando necessário, a usar protetor ocular, opérculo ou outro similar.

## Orientações para a alta
- Orientar o paciente a não dormir sobre o lado operado;
- A não esfregar os olhos nem apertar as pálpebras, mesmo com os olhos fechados;
- Ao lavar o rosto, procurar evitar o sabão no olho operado;
- Evitar pegar peso do chão, de acordo com a orientação médica, e ensinar a curvar-se sobre os joelhos para apanhar algo no chão;
- Ler ou assistir TV com moderação e uma distância que não exija esforço;
- Só dirigir com liberação médica;
- Dormir com protetor ocular para se lembrar de que não pode se deitar sobre o olho operado;
- Usar óculos escuros ao andar ao sol;
- Pedir que obedeça as orientações da enfermagem e do médico para o seu próprio benefício;
- Orientá-lo a procurar o médico se notar alterações impróprias;
- Exemplos: dor e vermelhão no olho, edema, drenagem, dor nas sobrancelhas, obscurecimento da visão, diplopia, película à frente da visão, chuviscos, escotomas, halo em volta da luz, cefaleia persistente e secreção ocular.